# Movimento di Lapua
Il Movimento Lappista (Lapuan liike in finlandese, Lapporörelsen in svedese) è stato un movimento politico finlandese, creato nel 1929 nel comune di Lapua, inizialmente dominato dal nazionalismo anti-comunista derivato dall'esperienza delle Guardie Bianche. Molto rapidamente divenne un movimento di tendenza fascista corporativo. Il 27 febbraio 1932 tentò un colpo di Stato (ribellione di Mäntsälä). Fu bandito l'anno stesso , ma i suoi membri continuarono la loro attività nell'Isänmaallinen kansanliike (in italiano "movimento patriottico popolare").
I capi del movimento di Lapua sono stati Vihtori Kosola e il generale Kurt Martti Wallenius.